# Ізотомічне спряження
У планіметрії ізотомічним спряженням називають одне з перетворень площини, що породжується заданим на площині трикутником {\displaystyle ABC}.

## Визначення
Нехай дано трикутник {\displaystyle ABC}, у якого {\displaystyle A_{0}} — середина сторони {\displaystyle BC}, {\displaystyle B_{0}} — середина {\displaystyle AC} і {\displaystyle C_{0}} — середина сторони {\displaystyle AB}. Нехай також на площині вибрано довільну точку {\displaystyle P}, яка не лежить на прямих, що містять його сторони. Тоді розглянемо прямі {\displaystyle AP}, {\displaystyle BP} і {\displaystyle CP}. Нехай вони перетинають прямі, що містять протилежні сторони трикутника, відповідно в точках {\displaystyle A_{1}}, {\displaystyle B_{1}} і {\displaystyle C_{1}} (якщо прямі виявляться паралельними, точкою перетину вважається нескінченно віддалена точка прямої). Згідно з теоремою Чеви, {\displaystyle {\frac {AC_{1}}{C_{1}B}}\cdot {\frac {BA_{1}}{A_{1}C}}\cdot {\frac {CB_{1}}{B_{1}A}}=1}. Якщо тепер точки {\displaystyle A_{1}}, {\displaystyle B_{1}} і {\displaystyle C_{1}} симетрично відбити відносно {\displaystyle A_{0}}, {\displaystyle B_{0}} і {\displaystyle C_{0}} відповідно, вийдуть точки {\displaystyle A_{2}}, {\displaystyle B_{2}} і {\displaystyle C_{2}} (нескінченно віддалена точка переходить сама в себе). Оскільки {\displaystyle AC_{1}=BC_{2}}, {\displaystyle AC_{2}=BC_{1}} і так само для інших пар точок, отримуємо {\displaystyle 1={\frac {AC_{1}}{C_{1}B}}\cdot {\frac {BA_{1}}{A_{1}C}}\cdot {\frac {CB_{1}}{B_{1}A}}={\frac {BC_{2}}{C_{2}A}}\cdot {\frac {CA_{2}}{A_{2}B}}\cdot {\frac {AB_{2}}{B_{2}C}}} і, згідно з тією ж теоремою Чеви, прямі {\displaystyle AA_{2}}, {\displaystyle BB_{2}} і {\displaystyle CC_{2}} перетинаються в одній точці {\displaystyle P'}. Ця точка називається ізотомічно спряженою точці {\displaystyle P} відносно трикутника {\displaystyle ABC}.
Ізотомічне спряження встановлює взаємно-однозначну відповідність між точками площини з виключеними прямими {\displaystyle AB}, {\displaystyle BC} і {\displaystyle AC}. На цих прямих відповідність не є взаємно-однозначною, так будь-якій точці прямої {\displaystyle BC} відповідає вершина {\displaystyle A} (і навпаки, вершині {\displaystyle A} — будь-яка точка {\displaystyle BC}) тощо.

## Координати
Якщо барицентричні координати точки {\displaystyle P} дорівнюють {\displaystyle (p:q:r)}, то барицентричні координати ізотомічно спряженої їй точки {\displaystyle P'} дорівнюють {\displaystyle \left({\frac {1}{p}}:{\frac {1}{q}}:{\frac {1}{r}}\right)}.
Якщо трилінійні координати точки {\displaystyle P} дорівнюють {\displaystyle (p:q:r)}, То трилінійні координати ізотомічно спряженої їй точки {\displaystyle P'} дорівнюють {\displaystyle \left({\frac {1}{a^{2}p}}:{\frac {1}{b^{2}q}}:{\frac {1}{c^{2}r}}\right)}.

## Інше визначення
Якщо замість симетричної чевіани взяти чевіану, основа якої віддалена від середини сторони так само, як і основа початкової, то такі чевіани також перетнуться в одній точці. Отримане перетворення називають ізотомічним спряженням. Воно також переводить прямі в описані коніки. Під час афінних перетворень ізотомічно спряжені точки переходять в ізотомічно спряжені. За ізотомічного спряження в нескінченно віддалену пряму перейде описаний еліпс Штейнера.

## Властивості
- Ізотомічне спряження є симетрією, тобто його квадрат тривіальний.
- Нерухомими точками (тобто такими, що переходять самі в себе) ізотомічного спряження є центроїд (інші назви: барицентр або центр мас, тобто точка перетину медіан) трикутника {\displaystyle ABC} і точки, симетричні вершинам трикутника відносно середин протилежних сторін.
- Точки Жергонна і Наґеля ізотомічно спряжені.
- Точці Лемуана (точці перетину симедіан) трикутника ізотомічно спряжена його точка Брокара.
- Точці перетину бісектрис (інцентру) ізотомічно спряжена точка перетину антибісектрис.
- Прямі загального положення відносно трикутника за ізотомічного спряження переходять в описані навколо нього коніки, і навпаки.